# Puzzle

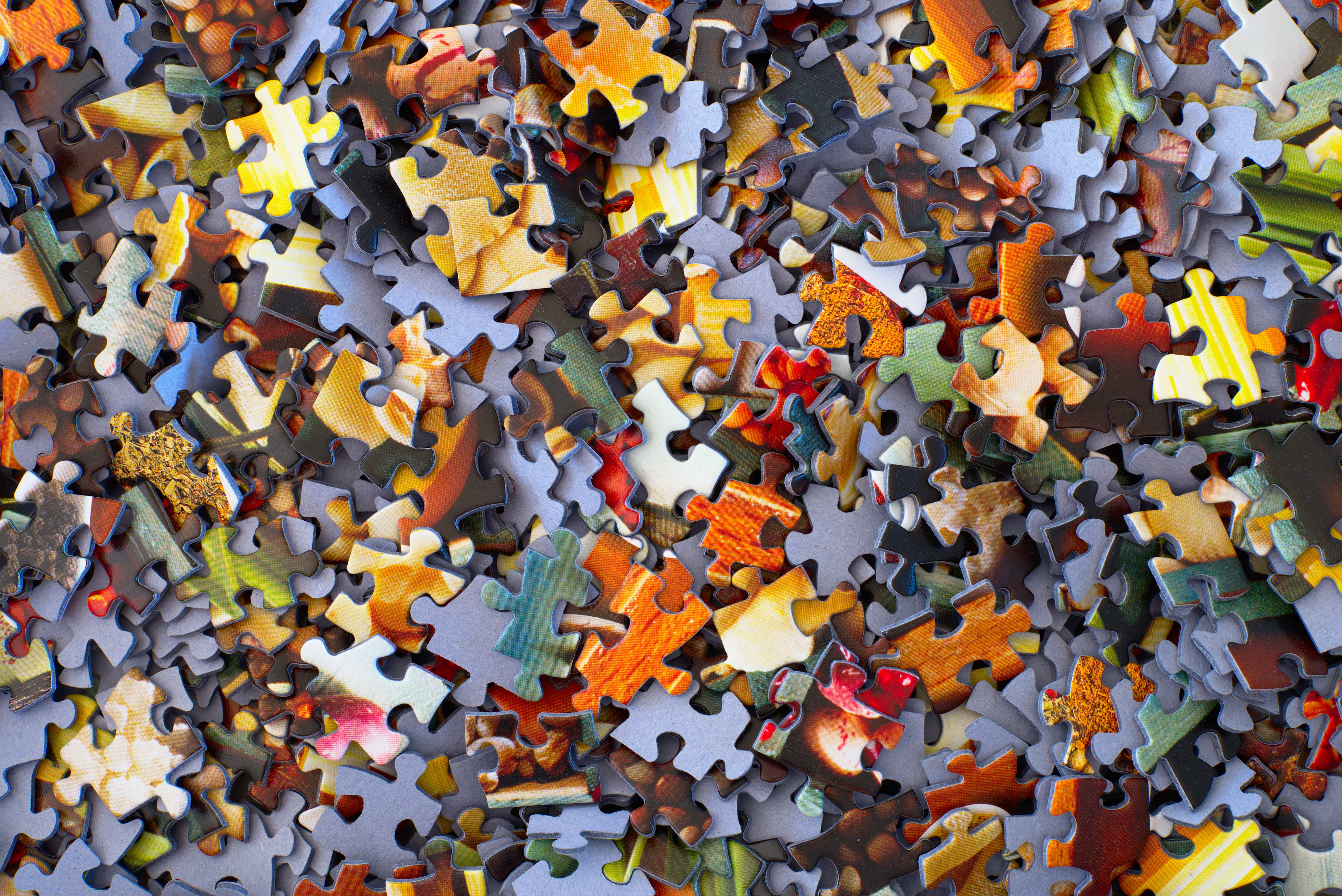
Noch nicht zusammengesetzte Puzzleteile

Ein Puzzle [ˈpasl, ˈpʊsl] (englisch [ˈpʌzl] Rätsel, Verwirrung) ist ein mechanisches Geduldspiel, genauer gesagt, ein Legespiel, bei dem versucht wird, einzelne Puzzleteile wieder zu einem Ganzen zusammenzusetzen. Der englischsprachige Begriff dafür ist jigsaw puzzle („Laubsägenrätsel“), da das erste solche dokumentierte Spiel in England mit einer Laubsäge hergestellt wurde.

## Geschichte

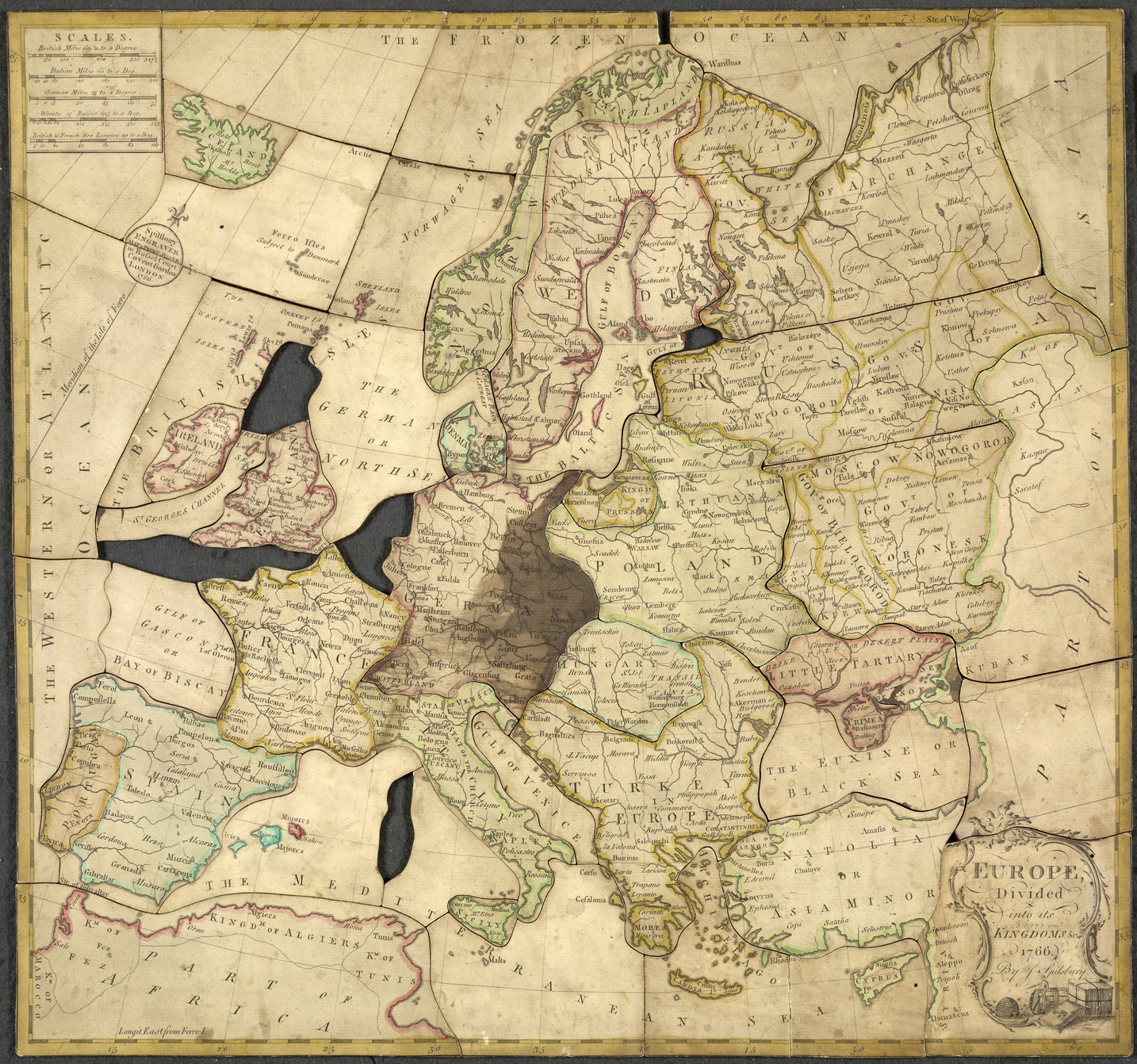
Puzzle aus Holz Europe divided into its kingdoms, etc. von John Spilsbury (1766)

Das erste dokumentierte Puzzle wurde 1766 vom Kupferstecher und Kartenhändler John Spilsbury (1739–1769) erfunden: Er klebte eine Landkarte von Großbritannien auf ein Holzbrettchen und zersägte dieses entlang der Grenzlinien der verschiedenen Grafschaften. Die Spieler mussten versuchen, die Karte wieder zu vervollständigen. Auch Jeanne-Marie Leprince de Beaumont (1711–1780) benutzte in den 1750ern Kartenschnitte zu didaktischen Zwecken. John Spilsbury verkaufte sein Legespiel als „Lehrmittel zur Erleichterung des Erdkundeunterrichts“. Dabei waren die Teile noch nicht wie heute üblich verzahnt, also auf Zug zusammenhaltend. Diese „Interlocking-Puzzles“ entstanden erst in der zweiten Hälfte des 19. Jahrhunderts.
Anfang des 20. Jahrhunderts begann die Massenproduktion der bisher in Handarbeit hergestellten Puzzles. Dadurch konnten die einst teuren Spiele preiswerter angeboten werden und so ihre Popularität steigern. Bis zum heutigen Zeitpunkt hat sich am Prinzip der Herstellung kaum etwas geändert: Ein auf Pappe gedrucktes Motiv wird mit einer Stanze in viele kleine Teile zerlegt. Die handgefertigten Stanzen sind so individuell, dass die Puzzleteile völlig unterschiedlich geformt sind. Bei Riesenpuzzles müssen teilweise mehrere Stanzen genutzt werden. Die wichtigsten Fortschritte erzielten die Produzenten bei der Herstellung der Teile durch immer präzisere Zuschnitte. Dies ist eines der entscheidenden Qualitätsmerkmale eines Puzzles, neben dem Druck und der Stabilität der Farben. Je genauer die Teile gestanzt werden, desto geringer ist die Wahrscheinlichkeit, Teile falsch zu verbinden. Über Haptik kann wahrgenommen werden, ob Teile zusammenpassen.

## Ausführungen und Schwierigkeitsgrade

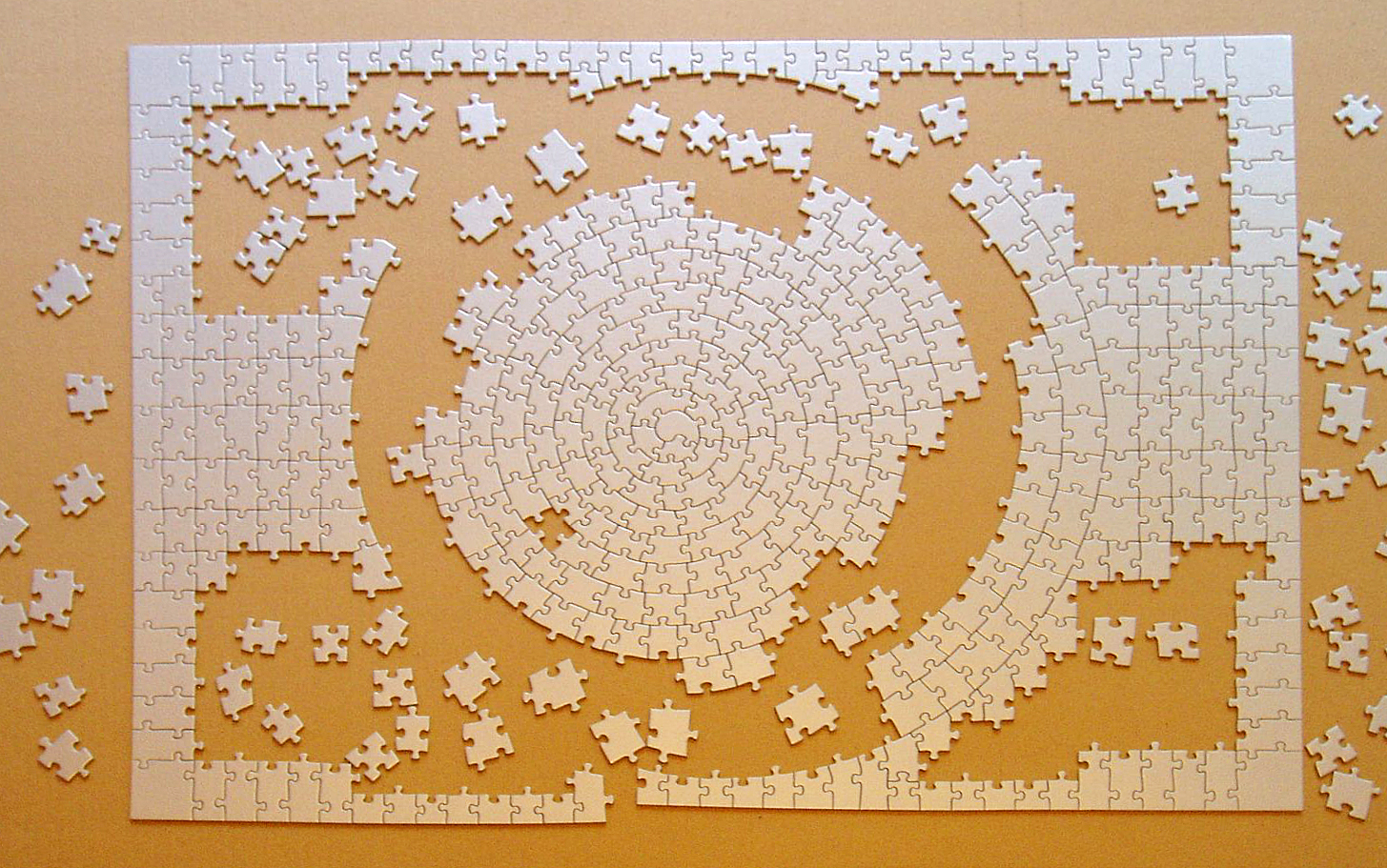
Ohne Motiv: Puzzle Krypt silber (Ravensburger)

Es gibt Puzzles mit vier Teilen für Kinder oder Riesenpuzzles mit weit über 10.000 Teilen für Fortgeschrittene. Neben der Anzahl der Teile kann der Schwierigkeitsgrad auch durch farbliche Besonderheiten des Motivs mittels großer Flächen mit geringen Farbabstufungen oder komplett einfarbigen Motiven weiter gesteigert werden. Einige Internetanbieter versenden Puzzles ohne Motivvorlage oder mischen zwei Spiele zusammen. Auch eine Kombination aus beiden Schwierigkeitsgraden wird angeboten. Des Weiteren gibt es Puzzles, die auf beiden Seiten mit (unterschiedlichen) Motiven bedruckt sind, so dass man zusätzlich noch entscheiden muss, welches die „richtige“ Seite jedes Puzzleteils ist. Außerdem werden Puzzles ohne gerade geschnittenen Rand angeboten, bei denen einige zusätzliche Teile beigefügt wurden, die nicht zum Motiv gehören. Hier besteht die Herausforderung darin, nicht nur das Puzzle zu legen, sondern dabei die überflüssigen Teile herauszufinden.

## Varianten

Beispiel eines Geometrie-Puzzles: Die acht Vierecke (rechts) lassen sich zu einem Rechteck (links) zusammenlegen.

- Shmuzzle: Eine 1976 erfundene Abart des Puzzles ist das Shmuzzle. Bei diesem haben alle Teile die gleiche Form. Es gibt aber trotzdem nur eine Weise, ein Shmuzzle richtig zusammenzusetzen. Die Einzelteile sind sogenannte Escherkacheln (nach M. C. Escher).
- Quassel-Puzzle: Eigentlich eine Form des Shmuzzle, bei welcher sich die richtige Lage der einzelnen Teile aufgrund einer Geschichte oder aufgrund von Sprechblaseninhalten auf den Puzzleteilen ergibt.
- Krimipuzzle: Hierbei ist das zu legende Bild im Zusammenhang mit einem Kriminalfall zu sehen. Zunächst wird der Krimi gelesen, dann das Puzzle (ohne Vorlage) gelegt, und aus dem Bild ergeben sich weitere Hinweise zum Lösen des Krimis. Die Qualität der Geschichten ist recht unterschiedlich; entsprechend sind auch die im Bild versteckten Hinweise zum Teil schwer nachzuvollziehen.[3]
- WASGIJ-Puzzle: Das WASGIJ-Puzzle ist eine Unterart des Rätselpuzzles von der Firma Jumbo. WASGIJ ist dabei das Palindrom von Jigsaw. Der Name weist bereits auf die Lösung hin – es wird „rückwärts“ gepuzzelt. Das Motiv auf der Verpackung zeigt den gegenüberliegenden Blickwinkel des zu puzzelnden Motives. Sonderformen von WASGIJ sind: Mystery – es wird gepuzzelt, was in naher Zukunft passiert. Destiny – es wird gepuzzelt, was in wenigen Momenten passieren wird.[4]
- Puzzleball: Das fertiggestellte Puzzle bildet hier eine Kugel. Dazu sind die Kunststoffteile entsprechend gewölbt und an den Rändern konisch zugeschnitten. Ein Beispiel für einen Puzzleball bietet das Wikipedia-Logo.
- 3D-Puzzle (Puzz3D): Die aus Schaumstoff gefertigten Puzzleteile bilden ein dreidimensionales Objekt (z. B. ein Bauwerk). Einzelne Ebenen des Objekts werden wie ein normales Puzzle zusammengesetzt. An den Rändern hat jede Ebene Verzahnungen, mit welcher sie mit den Nachbarebenen verbunden wird. Eine abstraktere Variante sind die Happy Cubes. Meistens aus Holz gefertigt sind Tetraeder-Puzzles mit speziellem Bezug zur Stereometrie, bei denen Prismen zu einem Tetraeder zusammenzusetzen sind.
- Sculpture-Puzzle: Eine Skulptur (Büste, Statue) aus Karton ist in dünne horizontale Scheiben zerschnitten. Diese müssen auf einem oder mehrere senkrechte zentrische Stäbe in der richtigen Reihenfolge aufgebaut werden, sodass sich die vollständige Skulptur ergibt.
- Würfelpuzzle für Kinder: Hier wird das Bild in Quadrate zerlegt (etwa 12 oder 20), die jeweils auf eine Seite eines Würfels geklebt werden. Das ganze wird mit fünf weiteren Bildern auf den restlichen Würfelseiten ausgeführt. Beim Zusammensetzen des Würfelpuzzles ist zunächst die richtige Seite des Würfels zu suchen und diese dann an die richtige Stelle zu setzen. Zahlreiche Puzzles sind als Lernspiele zu Farben und Formen und zur Festigung des räumlichen Denkens für Kinder in jedem Alter erschienen.
- Fotopuzzle: Das Fotopuzzle basiert auf eigenen Fotos und Motiven, z. B. aus der Digitalkamera, und wird im Regelfall individuell für den Besteller gefertigt. Im Gegensatz zu den üblichen Puzzles ist man so nicht an vorher definierte Motive gebunden. Fotopuzzles werden mit 100 bis 2000 Teilen produziert. Verpackt werden Fotopuzzle wie andere Puzzles in einem Puzzlekarton. Mittlerweile werden Fotopuzzles nicht nur im klassischen, rechteckigen Format produziert, sondern auch in Sonderformen, beispielsweise in Herzform.[5]
- Tantrix: Sechseckige Plättchen mit roten, gelben, grünen und blauen Verbindungslinien werden von 1 bis 4 Spielern zu einer lückenlosen Fläche ausgelegt, so dass mit einer Farbe eine durchgängige Linie gebildet wird.
- Geometrie-Puzzle: Einzelne geometrische Figuren sind zu einer geometrischen Gesamtfigur zusammenzusetzen.[6]
- Digitale Puzzle: Verschiedene Puzzlevarianten finden auch digital statt. Hierbei handelt es sich nicht nur um eine digitale Umsetzung von bestehenden (offline) Puzzlevarianten, sondern auch Neuentwicklungen in Videospielen.  Digitale Puzzle sind auf verschiedenen digitalen Plattformen vertreten.

## Hersteller
Größere Puzzle-Hersteller mit mehr als 70 verschiedenen Motiven sind unter anderem:
| - Castorland - Clementoni - Cobble Hill | - Educa Borrás - Eurographics - Heye Verlag | - Gibsons Games - Jumbo Spiele - Lais Puzzle | - OrangePuzzle - Master Pieces - Piatnik | - puzzleYOU - Ravensburger - Schmidt Spiele | - SunsOut - The House Of Puzzles - Trefl |

## Rekorde

### Abmessungen
Das größte bislang dokumentierte Puzzle der Welt maß 6.122,68 m² und bestand aus 12.320 Teilen. Es wurde am 7. Juli 2018 in den Vereinigten Arabischen Emiraten zusammengesetzt.
Am 26. September 2004 veranstaltete die Stadt Königsbrunn den 1. Deutschen Puzzletag und erzielte einen Eintrag im Guinness-Buch der Rekorde für das Legen der längsten Puzzle-Kette.
Das kleinste Puzzle der Welt wurde im Laser Zentrum Hannover geschaffen: Das Puzzle, das aus 100 Einzelteilen in der Größe eines Staubkorns besteht, hat eine Gesamtfläche von fünf Quadratmillimetern.

### Anzahl an Teilen
Beim 3. Deutschen Puzzletag, am 28. September 2008, in Ravensburg wurde der Eintrag im Guinness-Buch der Rekorde für das Puzzle mit den meisten Teilen überboten. Das von der Ravensburger AG produzierte Puzzle bestand aus 4088 einzelnen Puzzles, deren Ränder nahtlos zusammengefügt wurden, bis daraus ein zusammenhängendes Riesenpuzzle mit insgesamt 1.141.800 Teilen entstand. Die Teilnehmer übertrafen mit ihrer Leistung den alten Puzzlerekord von rund 212.000 Teilen, der im Jahr 2002 in Singapur aufgestellt wurde.
Laut dem Guinness-Buch der Rekorde besaß das Puzzle mit der größten Anzahl an Teilen 551.232 Teile und maß 14,85 m × 23,20 m. Es wurde am 24. September 2011 im Phú Thọ Hallenstadion in Ho-Chi-Minh-Stadt von Studenten der Ho-Chi-Minh Wirtschaftsuniversität HCMC zusammengesetzt.

### Größte kommerziell hergestellte Puzzles
Das derzeit größte serienmäßig produzierte Puzzle ist What a Wonderful World von der Firma Dowdl aus dem Jahr 2022 mit 60.000 Teilen. Fertig beansprucht es eine Fläche von 8,84 m × 2,44 m.
| Teile  | Originaltitel                    | Hersteller   | Jahr | Abmessungen [cm] | Fläche [m2] |
| ------ | -------------------------------- | ------------ | ---- | ---------------- | ----------- |
| 60.000 | What a Wonderful World           | Dowdle       | 2022 | 884 x 244        | 21,554      |
| 54.000 | Travel around Art!               | Grafika      | 2020 | 864 × 204        | 17,626      |
| 52.110 | (kein Titel; Tiermotive)         | MartinPuzzle | 2018 | 696 × 201,5      | 14,024      |
| 51.300 | 27 Wonders from Around the World | Kodak        | 2019 | 869 × 190,5      | 16,548      |
| 48.000 | Travel Around the World          | Grafika      | 2017 | 768,0 × 204,0    | 15,667      |
| 42.000 | La vuelta al Mundo               | Educa        | 2017 | 749,0 × 157,0    | 11,759      |
| 40.320 | Unvergessliche Disney Momente    | Ravensburger | 2016 | 680,0 × 192,0    | 13,056      |
| 33.600 | Vida salvaje                     | Educa        | 2014 | 570,0 × 157,0    | 8,949       |
| 32.256 | New York City Window             | Ravensburger | 2014 | 544,0 × 192,0    | 10,445      |
| 32.256 | Double Retrospect                | Ravensburger | 2010 | 544,0 × 192,0    | 10,445      |
| 24.000 | Vida, el gran reto               | Educa        | 2007 | 428,0 × 157,0    | 6,720       |
| 20.000 | Weltkarte                        | Weltbild     | 2004 | 272,0 × 220,0    | 5,984       |

### Sonstige Rekorde
Am 17. September 2006 trat Königsbrunn am 2. Deutschen Puzzletag gegen die Stadt Buxtehude an. Beide Städte sollten in 5 Stunden möglichst 5000 Puzzles verschiedener Größen legen. Damit wurde der Weltrekord im Simultanpuzzeln aufgestellt. Königsbrunn gewann das Duell.
Im Januar 2024 stellte der 62-jährige Saarländer Hans-Josef Schaadt in Oberkirchen einen neuen Weltrekord für eine Einzelperson im schnellsten Zusammensetzen eines 54.000-teiligen Puzzles auf. Er brauchte dafür 99 Tage und unterbot damit den alten Weltrekord des Oberfranken Peter Schubert von 2021, der dafür 137 Tage benötigte.